# Rijksbeschermd gezicht Stevensweert
Gezicht Stevensweert is een van rijkswege beschermd dorpsgezicht in Stevensweert in de Nederlandse provincie Limburg. De procedure voor aanwijzing werd gestart op 5 november 1987. Het gebied werd op 14 december 1993 definitief aangewezen. Het beschermd gezicht beslaat een oppervlakte van 24,4 hectare.
Panden die binnen een beschermd gezicht vallen krijgen niet automatisch de status van beschermd monument. Wel zal de gemeente het bestemmingsplan aanpassen om nieuwe ontwikkelingen in het gebied te reguleren. De gezichtsbescherming richt zich op de stedenbouwkundige en cultuurhistorische waardering van een gebied en wil het toekomstig functioneren daarvan veiligstellen.